# Eleição municipal de Macapá em 2012
A eleição municipal da cidade brasileira de Macapá, assim como nas demais cidades brasileiras, ocorreu em 7 de outubro de 2012 para que fosse eleito um prefeito, um vice-prefeito e 23 vereadores para a administração da cidade. Estavam aptos a votar 253.038 eleitores. 
O prefeito em gestão no ano de 2012, Roberto Góes (PDT), concorreu à reeleição contra outros cinco nomes. Como nenhum dos candidatos conseguiu a maioria absoluta dos votos, um segundo turno foi realizado em 28 de Outubro de 2012, quando o candidato Clécio Luis (PSOL) foi eleito com 50,59% dos votos válidos, se tornando o primeiro prefeito do Partido Socialismo e Liberdade em uma capital.

## Candidatos
| Cor de campanha | Nº | Candidato              | Partido | Vice                       | Coligação | Tempo de horário eleitoral |
| --------------- | -- | ---------------------- | ------- | -------------------------- | --- | -------------------------- |
|                 | 50 | Clécio Luis            | PSOL    | Alan Salles (PPS)          | Unidade Popular Partido Socialismo e Liberdade (PSOL) Partido Popular Socialista (PPS) Partido Verde (PV) Partido Renovador Trabalhista Brasileiro (PRTB) Partido da Mobilização Nacional (PMN) Partido Trabalhista Cristão (PTC) Partido Comunista Brasileiro (PCB) | 2 minutos e 40 segundos    |
|                 | 40 | Cristina Almeida       | PSB     | Van Vilhena (PT)           | Frente Popular Partido Socialista Brasileiro (PSB) Partido dos Trabalhadores (PT) Partido Trabalhista Nacional (PTN) Partido Pátria Livre (PPL) | 6 minutos e 20 segundos    |
|                 | 12 | Roberto Góes           | PDT     | Telma Gurgel (PSD)         | Construindo e Gerando Emprego Partido Democrático Trabalhista (PDT) Partido Progressista (PP) Partido do Movimento Democrático Brasileiro (PMDB) Partido Social Liberal (PSL) Partido Social Cristão (PSC) Partido da República (PR) Partido Social Democrata Cristão (PSDC) Partido Humanista da Solidariedade (PHS) Partido Social Democrático (PSD) Partido Trabalhista do Brasil (PT do B) | 11 minutos e 20 segundos   |
|                 | 25 | Davi Alcolumbre        | DEM     | Jurema Nascimento (PTB)    | Macapá Melhor Democratas (DEM) Partido Trabalhista Brasileiro (PTB) Partido Republicano Progressista (PRP) Partido da Social Democracia Brasileira (PSDB) | 5 minutos e 26 segundos    |
|                 | 16 | Genival Cruz de Araújo | PSTU    | Ane Melo (PSTU)            | Partido Socialista dos Trabalhadores Unificado | 1 minuto e 40 segundos     |
|                 | 65 | Evandro Costa Milhomen | PCdoB   | Patriciana Guimarães (PRB) | A Macapá que Queremos Partido Comunista do Brasil (PCdoB) Partido Republicano Brasileiro (PRB) | 2 minutos e 31 segundos    |

## Coligações proporcionais
| Coligação                  | Partidos                  |
| -------------------------- | ------------------------- |
| Democrata e Trabalhista    | PTB, DEM e PRP.           |
| Para Macapá seguir mudando | PDT, PMDB, PSDC e PSD.    |
| Macapá mais Forte          | PP, PSC, PHS e PTdoB.     |
| União Popular              | PPS, PRTB, PMN, PTC e PV. |
| Unidade por Macapá         | PSOL e PCB.               |
| A Macapá que Queremos      | PCdoB e PRB.              |
| Amor por Macapá            | PTN e PSB.                |
| Pra Melhorar Macapá        | PT e PPL                  |
| Sem coligação              | PR, PSTU e PSDB           |

## Campanha
A campanha oficial começou em 6 de julho de 2012, onde de acordo com as diretrizes do TSE, uma vez que a campanha oficial teve início, os candidatos estavam autorizados a participar de passeatas, carreatas, a utilização caminhões de som para pedir votos e distribuir panfletos de sua campanha eleitoral. Entretanto, estavam proibidos em distribuir camisetas, bonés, e brindes como chaveiros e canetas. Os candidatos não estavam autorizados a fazer propagandas em postes, pontes, clubes, e outros locais de uso comum. Anúncios de outdoors eram/são proibidos, bem como participação na inauguração de instalações públicas.

### Financiamento público das campanhas
Segundo dados divulgados pelo Tribunal Superior Eleitoral, quem mais arrecadou fundos para a campanha eleitoral foi o candidato Roberto Góes, com cerca de R$ 1,7 milhão, grande parte doada por empresas. O segundo candidato com maior valor arrecadado foi Davi Alcolumbre, com R$ 1,63 milhão. O terceiro maior valor foi o de Clécio Luís com R$ 723,8 mil. O candidato Evandro Milhomen conseguiu arrecadar R$ 157,5 mil.  
Um levantamento feito junto ao sistema de Prestação de Contas finais das eleições deste ano, disponível no portal do Tribunal Superior Eleitoral (TSE), mostrou que quatro dos seis candidatos que disputaram as eleições municipais daquele ano optaram massivamente pelo depósito de suas arrecadações em contas de comitê municipal único. As doações "ocultas" passaram de R$ 3 milhões nessas eleições. 

### Operação Mãos Limpas
Durante a campanha, especialmente no primeiro turno, o embate entre os candidatos se concentrou principalmente na Operação Mãos Limpas, deflagrada no Amapá pela Polícia Federal em 10 de setembro de 2010. Foram presos os ex-governadores Waldez Góes, Pedro Paulo, o ex-presidente do Tribunal de Contas do Estado Júlio Miranda, o prefeito de Macapá Roberto Góes e a deputada estadual Marília Góes. Todos estes acusados de integrarem uma organização criminosa que realizava desvios de recursos públicos da educação do Estado. As propagandas eleitorais dos outros candidatos exploraram exaustivamente as imagens de Roberto Góes algemado sendo levado para a Penitenciária da Papuda, em Brasília. A candidata Cristina Almeida chegou a afirmar em sua propaganda que o prefeito ainda cumpria restrições devido a operação, sendo uma delas a proibição de sair e de permanecer em certos lugares públicos após as 22 horas. No programa eleitoral do candidato Clécio Luis, uma cena inusitada marcou a memória do eleitorado: um homem e sua filha assistindo televisão e as imagens de Roberto preso aparecem. A filha, após assistir à cena, fez um discurso de moralidade e proibiu o pai de votar no candidato.

### Promessas não cumpridas
O programa eleitoral da candidata Cristina Almeida passou a exibir flashes de Roberto (em 2008) prometendo melhorias para áreas da educação, saúde, emprego e renda. Em seguida, um fantoche (segurando um pedaço de madeira) cantava: toc-toc-toc bate na madeira. Roberto outra vez, nem de brincadeira. Em seguida, o boneco quebrava a tela da televisão com o rosto de Roberto Góes. Mais uma vez, houve polêmica em torno da propaganda.

### Legalização das drogas
Ao chegar ao segundo turno, a campanha de Roberto Góes adotou um tom mais moralista. Foram exibidos flashes de uma entrevista do então candidato a presidência Plínio de Arruda Sampaio, na qual ele defendia a legalização da indústria da maconha no Brasil. Em seguida, jovens apareciam afirmando não concordar com essa medida. Com isso, nas redes sociais, o tema dividiu opiniões: de um lado, os que eram contra a legalização, do outro, os que criticavam a propaganda, pois esta foi editada cortando partes importantes do discurso de Plínio.

### Presença de Luiz Inácio Lula da Silva
No segundo turno, o ex-presidente Luiz Inácio Lula da Silva gravou um vídeo apoiando a candidatura de Roberto Góes. Lula fazia um discurso pedindo um novo Brasil e ao fim afirmava:  Em Macapá, dia 28, o voto certo é Roberto 12. A declaração ganhou repercussão nacional: revistas como Veja, Exame e IstoÉ registraram o fato em suas páginas. Em resposta, a propaganda de Clécio Luis exibiu um vídeo no qual Lula (em 2010) chama os presos pela Operação Mãos Limpas de ladrões:
| “ | Quando tem roubo a gente pega, vocês viram o que aconteceu agora no Amapá. Só tem um jeito de um bandido não ser preso neste país, é ele não ser bandido! | ” |

A declaração foi feita três dias após as prisões do então governador do Amapá, Pedro Paulo Dias (PP), do ex-governador Waldez de Góes (PDT), do presidente do Tribunal de Contas José Júlio de Miranda Coelho e do presidente da Assembleia Legislativa, Jorge Amanajás (PSDB). Na ocasião, Lula estava entregando a duplicação da BR 101, em Criciúma, Santa Catarina.

## Pesquisas IBOPE

### 1° Turno
| Data       | Roberto Góes (PDT) | Clécio Luis (PSOL) | Cristina Almeida (PSB) | Davi Alcolumbre (DEM) | Evandro Milhomen (PC do B) | Genival Cruz (PSTU) |
| ---------- | ------------------ | ------------------ | ---------------------- | --------------------- | -------------------------- | ------------------- |
| 16/08/2012 | 29%                | 13%                | 16%                    | 7%                    | 1%                         | 1%                  |
| 22/09/2012 | 33%                | 23%                | 13%                    | 12%                   | 2%                         | 2%                  |
| 06/10/2012 | 35%                | 25%                | 14%                    | 10%                   | 2%                         | 3%                  |

### 2° Turno
| Data       | Roberto Góes (PDT) | Clécio Luis (PSOL) |
| ---------- | ------------------ | ------------------ |
| 22/10/2012 | 45%                | 41%                |
| 26/10/2012 | 44%                | 44%                |

## 1° Turno
| Partido | Partido | Candidato              | Votos   | Votos (%) |
| ------- | ------- | ---------------------- | ------- | --------- |
|         | PDT     | Roberto Góes           | 82 039  | 40,18%    |
|         | PSOL    | Clécio Luis            | 56 947  | 27,89%    |
|         | PSB     | Cristina Almeida       | 33 777  | 16,54%    |
|         | DEM     | Davi Alcolumbre        | 21 796  | 10,68%    |
|         | PSTU    | Genival Cruz           | 6 451   | 3,16%     |
|         | PCdoB   | Evandro Costa Milhomen | 3 154   | 1,54%     |
| Totais  | Totais  | Totais                 | 204 164 |           |

## 2° Turno
| Partido | Partido | Candidato    | Votos   | Votos (%) |
| ------- | ------- | ------------ | ------- | --------- |
|         | PSOL    | Clécio Luis  | 101 261 | 50,59%    |
|         | PDT     | Roberto Góes | 98 892  | 49,41%    |
| Totais  | Totais  | Totais       | 200 153 |           |

## Vereadores eleitos
| Candidato         | Partido | Número | Resultado |
| ----------------- | ------- | ------ | --------- |
| Aline Gurgel      | PR      | 22123  | 2,34%     |
| Acácio Favacho    | PMDB    | 15699  | 2,26%     |
| Rocha do Sucatão  | PT      | 13801  | 2,16%     |
| Lucas Barreto     | PTB     | 14456  | 1,91%     |
| Washington        | PSB     | 40123  | 1,88%     |
| Diego Duarte      | PP      | 11111  | 1,82%     |
| Ruzivan           | PDT     | 12112  | 1,82%     |
| Telma Nery        | PP      | 11000  | 1,81%     |
| Neuzinha          | PSB     | 40789  | 1,75%     |
| Edna Auzier       | PDT     | 12369  | 1,74%     |
| Carlos Murilo     | PSC     | 20123  | 1,70%     |
| Allan Ramalho     | PSB     | 40111  | 1,64%     |
| Augusto Aguiar    | PMDB    | 15123  | 1,41%     |
| João Henrique     | PR      | 22000  | 1,40%     |
| Jaime Perez       | DEM     | 25633  | 1,33%     |
| Marcelo Dias      | PSDB    | 45123  | 1,33%     |
| Adriana Ramos     | PTC     | 36789  | 1,32%     |
| Eddy Clay         | PR      | 22580  | 1,19%     |
| André Lima        | PSOL    | 50700  | 1,17%     |
| Grilo             | PV      | 43123  | 1,13%     |
| Nelson Souza      | PCB     | 21122  | 1,13%     |
| Professor Madeira | PSOL    | 50000  | 1,10%     |
| Ulysses Parente   | PSDB    | 45678  | 1,09%     |